# Electroescleroterapia
La electroescleroterapia con bleomicina es una terapia en investigación que implica la combinación de bleomicina y electroporación reversible.
La bleomicina es un fármaco que se utiliza como citostático en el tratamiento del cáncer y como esclerosante para el tratamiento de malformaciones vasculares. La bleomicina fue descubierta en Japón en los años 60 por sus propiedades citotóxicas y antibióticas; más tarde se descubrió que también tenía un fuerte efecto esclerosante. La bleomicina es, de hecho, uno de los esclerosantes utilizados para el tratamiento de las malformaciones vasculares venosas y linfáticas .
La electroescleroterapia con bleomicina consiste en la aplicación local del agente esclerosante bleomicina junto con breves impulsos eléctricos de alto voltaje con el fin de aumentar temporalmente la permeabilidad de las membranas celulares, aumentando así el transporte intracelular de bleomicina y reduciendo la dosis necesaria para obtener la misma eficacia. 
Estudios preclínicos también han indicado que la electroporación en combinación con bleomicina altera la estructura del endotelio al interactuar con el citoesqueleto y la integridad de las uniones intercelulares. Esto puede conducir a extravasación, edema intersticial y colapso intencional de las estructuras vasculares.
A nivel clínico, el procedimiento se conoce como electroquimioterapia en el tratamiento de cánceres de piel desde principios de la década de 1990 y se utiliza para malformaciones vasculares desde 2017. Los primeros estudios indicaron que el uso de bleomicina en combinación con electroporación reversible puede aumentar el efecto de la escleroterapia, incluso con una dosis reducida de bleomicina y un número reducido de sesiones en comparación con la escleroterapia estándar con bleomicina  . En 2021, un estudio retrospectivo de 17 pacientes con malformaciones venosas que no respondieron a terapias invasivas anteriores mostró una disminución del volumen de la lesión en la resonancia magnética en un promedio del 86 %, con mejoría clínica en todos los pacientes después de un promedio de 3,7 meses y 1,12 sesiones por paciente.
Links
- https://www.compgefa.de/en/science/bleomicina-electroscleroterapia-mejor Archivado el 23 de agosto de 2021 en Wayback Machine.
- https://www.hospitalrosario.es/noticias/el-hospital-pionero-en-espana-en-electroescleroterapia/
Bibliografía
1. ↑  Serša, Gregor; Čemažar. Blood Flow Modifying and Vascular-Disrupting Effects of Electroporation and Electrochemotherapy (en inglés). pp. 691-705. ISBN 978-3-319-32885-0. doi:10.1007/978-3-319-32886-7_165.
2. ↑  . ISBN 978-3-319-32886-7. doi:10.1007/978-3-319-32886-7_165. Falta el |título= (ayuda)
3. ↑  W. A. Wohlgemuth, R. Müller-Wille u. a.: Bleomycin ElectroScleroTherapy (BEST) in therapy-resistant venous malformations of the body. In: Journal of vascular surgery. Venous and lymphatic disorders. [elektronische Veröffentlichung vor dem Druck] Oktober 2020, doi:10.1016/j.jvsv.2020.09.009, PMID 33045393.

- Datos: Q104503494